# Charles Howard-Bury
El tinent coronel Charles Kenneth Howard-Bury (Castell de Charleville, Comtat d'Offaly, Irlanda, 15 d'agost de 1883 - 1963) va ser un oficial de l'exèrcit britànic, explorador, botànic i polític irlandès.
Nascut al Castell de Charleville, fou l'únic fill del capità Kenneth Howard-Bury (1846-1885). Educat a Eton College i Sandhurst. Interessat en una escalada des de la joventut.
Howard-Bury es va allistar als King's Royal Rifle Corps l'any 1904 i fou enviat a l'Índia, on viatava i caçava. El 1905 va entrar en secret al Tibet sense permís i va ser reprès per Lord Curzon. Els seus primers diaris de viatge de 1906 mostren el seu gran poder d'observació, coneixement enciclopèdic de la història natural, i els seus coneixements lingüístics. Va viatjar extensament i va visitar el Tibet, Caixmir i el Karakoram. Durant la Primera Guerra Mundial, va veure acció al Somme, Ieper i Passendale. Va ser capturat pels alemanys i va ser presoner de guerra fins a 1919.
El 1921 va ser el líder de l'expedició de reconeixement de l'Everest, organitzada i finançada pel Monte Everest Comitè, un òrgan conjunt del Club Alpí i de la Royal Geographical Society. L'expedició el va fer una figura pública i el 1922 va ser elegit al Parlament com unionista, i després de Chelmsford des de 1926 fins a la seva renúncia el 1931.
El 1922 va escriure un informe complet de l'expedició i va publicar "Mount Everest The Reconnaissance, 1921" (ISBN 1-135-39935-2).